# Lanker See
Lanker See este o arie protejată (arie de protecție specială avifaunistică — SPA) din Germania întinsă pe o suprafață de 637 ha, integral pe uscat.

## Localizare
Centrul sitului Lanker See este situat la coordonatele 54°12′36″N 10°17′35″E / 54.21°N 10.2931°E.

## Înființare
Situl Lanker See a fost declarat arie de protecție specială avifaunistică în august 2000 pentru a proteja 24 de specii de animale.

## Biodiversitate
Situată în ecoregiunea continentală, aria protejată nu include niciun habitat protejat.
La baza desemnării sitului se află mai multe specii protejate de  păsări (24): lăcar mare (Acrocephalus arundinaceus), ciocârlie-de-câmp (Alauda arvensis), pescăruș albastru (Alcedo atthis), rață lingurar (Anas clypeata), rață cârâitoare (Anas querquedula), Anas strepera strepera, gâscă cenușie (Anser anser), buhai de baltă (Botaurus stellaris stellaris), buha (Bubo bubo), erete de stuf (Circus aeruginosus), prepeliță (Coturnix coturnix), lebădă de iarnă (Cygnus cygnus), ciocănitoarea de stejar (Dendrocopos medius), ciocănitoare neagră (Dryocopus martius), Grus grus grus, codalb (Haliaeetus albicilla), sfrâncioc roșiatic (Lanius collurio), pescăruș-cu-cap-negru (Larus melanocephalus), Luscinia svecica cyanecula, viespar (Pernis apivorus), Podiceps nigricollis nigricollis, mărăcinar (Saxicola rubetra), chiră de baltă (Sterna hirundo), nagâț (Vanellus vanellus).